# Black-Nunatakker
Die Black-Nunatakker sind eine Gruppe von rund neun Nunatakkern im ostantarktischen Prinzessin-Elisabeth-Land. In den Grove Mountains liegen sie 16 km westsüdwestlich des Mount Harding.
Kartiert wurden die Nunatakker anhand von Luftaufnahmen, die zwischen 1956 und 1960 im Rahmen der Australian National Antarctic Research Expeditions entstanden. Das Antarctic Names Committee of Australia (ANCA) benannte sie am 29. Juli 1965 nach dem australischen Geophysiker Ian E. Black, der 1963 auf der Mawson-Station tätig war.